# Будинок відпочинку «Живой Ручей»
Будинок відпочинку «Живой Ручей» (рос. Дом отдыха «Живой Ручей») — селище у Лузькому районі Ленінградської області Російської Федерації.
Населення становить 143 особи. Належить до муніципального утворення Толмачовське міське поселення.

## Історія
Згідно із законом від 28 вересня 2004 року № 65-оз належить до муніципального утворення Толмачовське міське поселення.

## Населення
| 1958 | 1997 | 2007 | 2010 |
| ---- | ---- | ---- | ---- |
| 112  | ↗334 | ↘171 | ↘143 |